# Neopelma
Neopelma is een geslacht van zangvogels uit de familie manakins (Pipridae).

## Soorten
De volgende soorten zijn bij het geslacht ingedeeld:
- Neopelma aurifrons (Wied-Neuwied, 1831) – Wieds tiranmanakin
- Neopelma chrysocephalum (Pelzeln, 1868) – Geelkuiftiranmanakin
- Neopelma chrysolophum Pinto, 1944 – Pinto's tiranmanakin
- Neopelma pallescens (Lafresnaye, 1853) – Witbuiktiranmanakin
- Neopelma sulphureiventer (Hellmayr, 1903) – Geelbuiktiranmanakin